# Titiotus gertschi
Espèce
Titiotus gertschi est une espèce d'araignées aranéomorphes de la famille des Zoropsidae.

## Distribution
Cette espèce est endémique de Californie aux États-Unis,. Elle se rencontre dans les comtés d'El Dorado, d'Amador, de Calaveras, de Mariposa et de Tuolumne.

## Description
Le mâle holotype mesure 16 mm et la femelle paratype 18 mm.

## Étymologie
Cette espèce est nommée en l'honneur de Willis John Gertsch.

## Publication originale
- Platnick & Ubick, 2008 : A revision of the endemic Californian spider genus Titiotus Simon (Araneae, Tengellidae). American Museum novitates, no 3608, p. 1-33 (texte intégral).